# چناس
چناس (شازند)، روستایی از توابع بخش قره کهریز شهرستان شازند در استان مرکزی ایران است.
زبان مردم لری با لحجه ثلاثی  میباشد..
نام دیگر این روستا ده سپید می باشد .

## جمعیت
این روستا در دهستان قره کهریز قرار دارد و براساس سرشماری مرکز آمار ایران در سال ۱۳۸۵، جمعیت آن ۳۵۲ نفر (۹۲خانوار) بوده‌است.